# Lucius Iwejuru Ugorji
Lucius Iwejuru Ugorji (Naze, Nigéria, 13 de janeiro de 1952) é um clérigo nigeriano e arcebispo católico romano de Owerri.
Lucius Iwejuru Ugorji recebeu o sacramento da ordenação em 16 de abril de 1977.
Em 2 de abril de 1990, o Papa João Paulo II o nomeou Bispo de Umuahia. O Pró-Núncio Apostólico na Nigéria, Dom Paul Fouad Tabet, concedeu-lhe a ordenação episcopal em 1º de julho do mesmo ano; Os co-consagradores foram o Bispo de Awka, Albert Kanene Obiefuna, e o Bispo Emérito de Umuahia, Anthony Gogo Nwedo CSSp.
O Papa Francisco o nomeou em 19 de fevereiro de 2018 enquanto durar a vacância, Administrador Apostólico da Diocese de Ahiara.